# Attilio Luzzatto
Attilio Italico Luzzatto (Udine, 6 dicembre 1850 – Roma, 12 maggio 1900) è stato un giornalista e politico italiano.

## Biografia
Nacque il 6 dicembre 1850 a Udine da Mario Luzzatto e Fanny Luzzatto, entrambi ebrei e strenui sostenitori del Risorgimento italiano; aveva inoltre due fratelli maggiori: Riccardo, arruolatosi diciottenne nella spedizione dei Mille, e Adele.
Intraprese inizialmente gli studi in matematica, laureandosi poi però in giurisprudenza e praticando la professione di avvocato. Come il fratello si inserì tuttavia negli ambienti democratici milanesi e decise di dedicarsi all'attività giornalistica, divenendo poi direttore del giornale La Ragione, fondato nel 1875 a Milano da Felice Cavallotti; il giornale, che doveva sollecitare il dialogo tra la Sinistra e la Sinistra estrema radicale, specialmente nell'ambito lombardo, chiuse nel 1883 e Luzzatto si trasferì a Roma per dirigere La Stampa. All'uscita di Giuseppe Zanardelli dal governo di Agostino Depretis si spostò presso il giornale La Tribuna, fondato da Zanardelli e Alfredo Baccarini di cui divenne caporedattore e poi direttore nel 1884 e proprietario nel 1890.
Dal 1892 è deputato del Regno nel collegio di Montevarchi con la Sinistra, vantando posizioni radicali ma sostenendo anche il governo di Francesco Crispi; tra i suoi interventi di maggior rilievo figurò quello in favore della Grecia allo scoppio della guerra greco-turca del 1897. Nel 1900 partecipò all'inaugurazione dell'Esposizione universale di Parigi come commissario italiano e morì improvvisamente a Roma il 12 maggio 1900, subito dopo il ritorno da Parigi. I funerali si svolsero solennemente a Roma con un corteo tra piazza di San Silvestro e la stazione di Roma Termini, da dove la salma partì verso la natia Udine per essere poi cremata e inumata presso il cimitero comunale di San Vito. Alle onoranze funebri a Udine, tenutesi in forma pubblica il 16 maggio successivo, parteciparono anche il sindaco e senatore Antonino di Prampero e il deputato Elio Morpurgo, suo parente.